# Republic (Kansas)
Republic è un comune degli Stati Uniti d'America, situato nello Stato del Kansas, nella Contea di Republic.